# FK Bordschomi
Der FK Bordschomi (georgisch სკ ბორჯომი; UEFA-Schreibweise FC Borjomi) ist ein georgischer Fußballverein aus Bordschomi. Spielt in der Liga 4. Die Klubfarben sind rot-weiß.

## Allgemeines
Der Verein wurde 1936 gegründet. Seit 2005 spielt der Verein in der höchsten Liga Georgiens. Derzeit geht der Verein in seinem dritten Jahr in der höchsten Liga des Landes. Das Heimstadion des Vereins ist das Dschemal-Seinklischwili-Stadion mit einem Fassungsvermögen von 5.000 Zusehern.

## Ehemalige Spieler
- Ediki Sadschaia, ehemaliger Legionär in Russland, georgischer Nationalspieler
- Tornike Aptisauri, georgischer Nationalspieler
- Giorgi Modebadse, ehemaliger Legionär in Lettland, georgischer Nationalspieler
- Dawit Nakani, ehemaliger Legionär in Russland